# Egnasia participalis
Egnasia participalis là một loài bướm đêm trong họ Noctuidae.